# توافق الأدلة
توافق الأدلَّة هو مصطلح يُستخدم في مجالات العلوم والتاريخ ليشير للمبدأ القائل بأنَّ مقاربة نفس المشكلة بطرق أو أساليب مختلفة يجب أن ينتج عنه نفس النتيجة دائماً، وإنَّ الأدلَّة المُستقاة من مصادر مختلفة يمكن أن تتوافق في النهاية على نفس الاستنتاجات، وعندما تتوافق الأدلة المختلفة فإنَّ ذلك سيُعزِّز الاستنتاج بشكل كبير حتى لو كانت الأدلة الفرديَّة ليست قويَّة بحد ذاتها، إنَّ الكثير من المعارف العلميَّة الراسخة اليوم مدعومة بطريقة توافق الأدلَّة.
يقوم مبدأ توافق الأدلَّة على قياس نفس النتيجة باستخدام عدد من الطرق المختلفة ويجب أن يؤدِّي ذلك لاستنتاج واحد، على سبيل المثال: يمكن قياس طول المسافة التي تقوم عليها أهرامات الجيزة باستخدام الليزر أو عن طريق التصوير بالأقمار الصناعية أو حتى عصا القياس البدائيَّة، وفي جميع الحالات الثلاث يجب أن تكون النتيجة واحدة تقريباً، وكذلك لا ينبغي أن تتعارض نتائج الأبحاث في علم البيئة سواء وصلنا إليها عن طريق الكيمياء أو الجيولوجيا.
أول من صاغ مصطلح توافق الأدلَّة هو وليام ويلي، وهو مشتق من كلمة التعاون في اللغة اللاتينية.

## الوصف
يعتمد توافق الأدلَّة على استخدام وسائل قياس مختلفة ومستقلَّة عن بعضها ولا يوجد خصائص مشتركة بينها، ولو عدنا للمثال السابق سنلاحظ أنَّ قياس المسافة باستخدام أجهزة الليزر يعتمد على الفهم العلمي لخصائص موجات الليزر، بينما يعتمد قياس المسافة عن طريق القمر الصناعي على تكنولوجيا الاتصالات اللاسلكيَّة المعقَّدة، طرق القياس هذه مختلفة في خصائصها وطبيعتها عن بعضها وإذا حدث خطأ في أحد هذه الطرق فإنَّ ذلك لن ينعكس أو يؤثِّر على الطرق الأخرى وهكذا سنحصل على نتيجة صحيحة حتى لو كان أحد الأدلة خاطئاً، أما أن يكون التقدير أو النتيجة التي حصلنا عليها من عدة قياسات أو عدة أدلة خاطئة فيجب أن تكون الأخطاء متشابهة في كل طرق القياس وهذا أمرٌ بعيد الاحتمال للغاية لأنَّ هذه الأدلة ووسائل القياس التي تستخدمها مختلفة عن بعضها بشكل جذري، وأثناء البحث في مشكلة أو مسألة ما باستخدام أسلوب توافق الأدلَّة فإنَّ الأخطاء المنهجيَّة سيتمُّ الكشف عنها عن طريق الاختلافات بين القياسات، وهذه هي الطريقة التي نصل من خلالها في النهاية إلى دعم كبير وثقة عالية في النظريات العلميَّة التي تقوم على مبدأ توافق الأدلة.
على كلِّ حال أحياناً تظهر اختلافات جوهريَّة وكبيرة بين النتائج التي نصل إليها من خلال الأدلة المختلفة ممَّا يجعل التوفيق بينها صعباً، على سبيل المثال: في القرن التاسع عشر تمَّ تقدير عمر الشمس بمالايزيد عن 20 مليون سنة وعمر الأرض بأكثر من 300 مليون سنة، وتمَّ حل هذا الخلاف حديثاً عن طريق قياس النشاط الإشعاعي والاندماج النووي، مثالٌ شهيرٌ آخر هو المحاولات الحالية للتوفيق بين نظريَّة ميكانيكا الكم والنظريَّة النسبية العامة.

## الدلالة
إذا أخذنا نظرية التطور على سبيل المثال فسنلاحظ أنَّها مدعومة من قبل توافق بين عدد كبير من أدلة علم الوراثة والبيولوجيا وعلم الأحافير والمستحاثات والتشريح المقارن وعلم وظائف الأعضاء المقارن والجغرافيا الحيويَّة والعديد من العلوم الأخرى، إنَّ كل هذه الأدلة تشكِّل توافق أدلَّة يدعم نظرية التطور بشكل كبير، ونتيجة لذلك فدحض هذه النظريَّة يحتاج لإثبات خطأ كل دليل منها وهذا أمر يبدو صعباً وبالغ التعقيد ، إنَّ قوة الأدلَّة التي المتوافقة ينتج عنه إجماع علمي للقول بأنَّ هذه النظري صحيحة، بنفس الطريقة يتمُّ استخلاص الأدلَّة حول تاريخ الكون ونشوئه من علم الفلك والفيزياء الفلكية وجيولوجيا الكواكب.
كما إنَّ الوصول لاستنتاجات متماثلة عن طريق وسائل وأساليب مختلفة هو دليل أيضاً على صحَّة هذه الأساليب وموثوقيَّتها، لأنَّ توافق الأدلة هذا يلغي إمكانيَّة حدوث أخطاء شاملة لهذه الأساليب، ولذلك يستخدم مبدأ توافق الأدلة للتحقُّق من صحَّة التقنيَّات الجديدة من خلال مقارنة نتائجها مع نتائج تقنيات سابقة موثوقة، وفي حال حدوث توافق أدلَّة جزئي فقط فهذا يمكِّننا من اكتشاف الأخطاء في هذه التقنيات الحديثة، وعلى كلِّ حال يمكن تعويض أي خلل أو نقاط ضعف في أحد الأساليب بنقاط القوة الموجودة في الأساليب الأخرى.
إنَّ مبدأ توافق الأدلة هامٌّ جداً في جميع فروع العلم وحتى في العلوم الإنسانيَّة والاجتماعيَّة، وكثيراً ما يعتمد فلاسفة العلم على هذا المبدأ كحجَّة لدعم آرائهم، ويبرز هنا التكامل بين فروع المعرفة المختلفة فمثلاً تقوم مبادئ الفيزياء الذريَّة على أسس الكيمياء والتي بدورها تعتمد على البيولوجيا، وحتى علم النفس لا يمكن فصله عن علم الأعصاب وعلم الاجتماع والاقتصاد.

## الانحرافات
بشكل عام لا يمنع توافق الأدلة حدوث أخطاء أو انحرافات، لأنَّ العديد من القياسات غير كاملة فمن المتوقع حدوث بعض الانحرافات أحياناً، على كل حال فإنَّ ذلك سيبقى وزن هذه الأدلة قوياً وصالحاً للاستشهاد به لأنَّها في النهاية تتفق على النتيجة.
وفي هذا السياق لا بدَّ من الإشارة لمفهوم «إنكار العلم»، لأنَّه يعتمد في كثيرٍ من الأحيان على سوء فهم مبدأ توافق الأدلة من خلال البحث عن فجوات أو أخطاء صغيرة في دليل من الأدلَّة المستخدمة، دون أخذ قوة التوافق بين الأدلة بالحسبان، إنَّ الإصرار على عدم وجود فجوات أو انحرافات في كل دليل من الأدلَّة المستخدمة هو سذاجة علميَّة.

## في التاريخ
حتى في مجال التاريخ فإنَّ مبدأ توافق الأدلة موجود بصورة مماثلة، المثال التالي يوضِّح ذلك: إذا كان خمسة مؤرِّخين لا يعرف بعضهم بعضاً يدَّعون أنَّ يوليوس قيصر استولى على الحكم في روما عام 49 قبل الميلاد فإنَّ ذلك يقدِّم دعماً قوياً لهذا الحدث حتى لو كان كلُّ مؤرخ من بينهم موثوق به جزئياً فقط، في حين لو أكَّد نفس المؤرخ هذا الحدث في خمس مواضع من كتبه فإنَّ هذا الدليل أضعف بكثير من توافق الأدلة السابق، من جهة أخرى يمكن للأدلَّة التي يُقدمها المؤرِّخون القدماء أن تتوافق مع أدلَّة من علوم أخرى مثل علم الآثار والحفريات.
تمَّت مناقشة مبدأ توافق الأدلة في موضوع تاريخي هام هو إنكار الهولوكوست:
استخدامات أخرى خارج سياق العلوم بالإضافة للمجال العلمي يمكن أن يكون مبدأ توافق الأدلة مهمَّاً في مجالات الفنون والأخلاق والدين، وقد أكَّد كلٌّ من الفنانين والعلماء على أهمية ودور البيولوجيا في الابتكار الفني.

## تاريخ استخدام مبدأ توافق الأدلة
تمتدُّ جذور مبدأ توافق الأدلَّة إلى المفهوم اليوناني حول نظام الكون وقوانينه، والذي يمكن تفسيره من خلال الأدلَّة المنطقيَّة، وهذه الرؤية الإغريقيَّة تخالف وجهات النظر التي كانت سائدة في الحضارات والبلاد الأخرى التي تبَّنت أساليب وعقائد غامضة، وتمَّ استعادة النظرة العقلانيَّة في بداية عصر النهضة في أوروبا وبلغت ذروتها في عصر التنوير.
وصف هويل مبدأ توافق الأدلة: بأنَّها تطابق في نتائج الأدلة التي يتمُّ الحصول عليها من أنواع أو مجالات مختلفة، وهي تشكِّل اختباراً حقيقيَّاً لقوة النظرية المدروسة.
في حين تشمل التعريفات الأحدث: «عندما يكون هناك توافق بين الأدلة بحيث ينتج عنها استنتاج واحد» ، «استنتاج مشتق من خلال التقاء أدلة ذات تداخلات متعددة ومستقلة عن بعضها وكلها تشير إلى نتيجة واحدة لا لبس فيها».

## إدوارد ويلسون
على الرغم من أن مفهوم توافق الأدلة الذي اقترحه ويلي قد نوقش على نطاق واسع من قبل فلاسفة العلم، إلا أنَّ هذا المصطلح لم يكن مألوفاً من قبل عامَّة الناس حتى نهاية القرن العشرين، عندما تمَّ نفخ الروح فيه من جديد ونشره من خلال كتاب «وحدة المعرفة» عام 1998 لعالم الأحياء إدوارد أوسبورن ويلسون، كمحاولة لسد الفجوة المعرفيَّة بين العلوم الطبيعيَّة من جهة والعلوم الإنسانيَّة من جهة أخرى v.
يرى ويلسون أنه مع ظهور وتطوُّر العلوم الحديثة فقد اختفى التفرُّد والتشرذم العلمي الذي ظهر وترسَّخ في القرنين الماضين تدريجيَّاً، وأكَّد أنَّ العلوم الطبيعيَّة والعلوم الإنسانيَّة والفنون لها في النهاية هدف مشترك وهو تقديم شرح أو تفسير للتفاصيل والظواهر، ببساطة إنَّ العالم منظَّم ويسير وفق قوانين طبيعيَّة ثابتة ويمكن تفسير هذه القوانين وشرحها، وهكذا نلاحظ أنَّ مفهوم ويلسون أوسع بكثير وأكثر تفصيلاً وطموحاً من مفهوم ويلي.